# Julio César Vidal Ortiz
Julio César Vidal Ortiz (ur. 19 czerwca 1944 w Tierralcie) – kolumbijski duchowny katolicki, biskup diecezji Cúcuta w latach 2011-2015.

## Życiorys
Święcenia kapłańskie przyjął 7 kwietnia 1973 i został inkardynowany do diecezji Montería. Pełnił funkcje m.in. członka diecezjalnej komisji ds. Powołań, kierownika duchowego Niższego Seminarium Duchownego w Monteríi oraz wikariusza generalnego diecezji.

### Episkopat
16 grudnia 1993 został mianowany przez papieża Jana Pawła II prałatem terytorialnym Alto Sinú. Sakry biskupiej udzielił mu 18 lutego 1994 ówczesny nuncjusz apostolski w Kolumbii, abp Paolo Romeo. 29 grudnia 1998, po przekształceniu prałatury w diecezję Montelibano, został jej pierwszym biskupem.
31 października 2001 został mianowany biskupem diecezji Montería.
16 lipca 2011 papież Benedykt XVI prekonizował go biskupem diecezjalnym Cúcuty. Ingres odbył się 10 września tegoż roku.
24 lipca 2015 papież Franciszek przyjął jego rezygnację z urzędu.